# Cordia fragrantissima
Cordia fragrantissima là loài thực vật có hoa trong họ Mồ hôi. Loài này được Kurz mô tả khoa học đầu tiên năm 1875.